# فوكوتارو شينو
فوكوتارو شينو (باليابانية: 篠 福太郎) (28 يوليو 1982 في طوكيو في اليابان – )؛ هو لاعب كرة قدم كان يلعب كلاعب وسط.